# Rádio Slovensko
Rádio Slovensko es la primera emisora de radio eslovaca, perteneciente a STVR, centrada en noticias y periodismo.

## Historia
La emisora inició emisiones el 3 de agosto de 1926 como Radiojournal, formando parte de Československý rozhlas.
El 1 de enero de 1993, la emisora cambió su nombre a Slovensko 1 y desde entonces emite las 24 horas del día. Sin embargo, la emisora adoptó su denominación actual el 5 de septiembre de 2000, aunque su indicativo es SRO 1.
A partir del 6 de septiembre de 2004, la emisora pasó a emitir noticias y actualidad con programas de arte emitidos por la noche. Sin embargo, el 29 de enero de 2007, los programas artísticos fueron eliminados y reemplazados por nuevos programas musicales y familiares de media hora.
Desde 2015 la emisora emite en DAB+ y en el primer múltiplex de DVB-T2. 
En 2022, Rádio Slovensko se convirtió en la segunda emisora de radio más escuchada de Eslovaquia.

## Programación
Rádio Slovensko emite noticias cada hora, incluyendo una versión extendida cuatro veces al día llamada Rádiožurnál . Además, emite noticias breves cada hora entre semana de 4:30 a 11:30 y de 13:30 a 17:30. El servicio de tráfico Zelená vlna emite cada 30 minutos durante todo el día (excepto los programas musicales y de teatro literario de cada hora) y cada 15 minutos entre semana de 6:00 a 9:00.
Todos los días laborables a las 12:30, emite el informativo Z prvej ruky , donde invitados debaten sobre temas políticos, sociales y cívicos de actualidad. Entre semana, a las 18:30, emite el informativo breve K veci , dedicado a análisis y reacciones sobre temas políticos de actualidad. Los sábados a las 12:10, en el programa Sobotné Dialogy , los políticos debaten temas políticos y sociales de la semana anterior.
También emite programación musical, centrada en música popular desde los años 80 hasta la actualidad.
- Dobré ráno, Slovensko!
- Dobrý deň, Slovensko
- Pozor, zákruta!
- Popoludnie na Slovensku
- Dobrý večer, Slovensko
- Nočná pyramída
- Noc na Slovensku
- Rádiožurnál

## Emisión
La emisora emite por Internet, DAB+ y FM:
- Stará Ľubovňa: 89.1 FM.
- Banská Bystrica: 90.1 FM.
- Modrý Kameň: 90.9 FM.
- Nitra: 91.2 FM.
- Snina: 91.2 FM.
- Dubnica nad Váhom: 92.2 FM.
- Poprad: 92.2 FM.
- Veľká Franková: 92.2 FM.
- Ždiar: 92.2 FM.
- Bardejov: 93.5 FM.
- Štúrovo: 96.3 FM.
- Bratislava: 96.6 FM.
- Košice: 96.6 FM.
- Malá Franková: 96.6 FM.
- Osturňa: 96.6 FM.
- Spišská Stará Ves: 96.6 FM.
- Rožňava: 97.3 FM.
- Banská Štiavnica: 99.0 FM.
- Námestovo: 102.4 FM.
- Nové Mesto nad Váhom: 103.2 FM.
- Žilina: 103.5 FM.
- Lučenec: 103.6 FM.
- Ružomberok: 103.8 FM.